# Renato Freitas
Renato de Almeida Freitas Junior (Sorocaba, 12 de dezembro de 1983) é um jurista, político, ativista e ex-líder estudantil brasileiro, filiado ao Partido dos Trabalhadores (PT). Atualmente exerce o cargo de deputado estadual na Assembleia Legislativa do Paraná.
Freitas alcançou repercussão internacional após a polêmica gerada por sua participação em um protesto pelo assassinato de Moïse Kabagambe. O ato, que iniciou-se em uma rua de Curitiba, migrou para o interior da Igreja Nossa Senhora do Rosário dos Homens Pretos de São Benedito e foi interpretado como profanação por parte da sociedade brasileira. O episódio dividiu a opinião pública e culminou com a cassação do mandato de Freitas pela Comissão de Ética da Câmara dos Vereadores de Curitiba, mesmo após a Arquidiocese de Curitiba se manifestar contrária à cassação. A decisão da Câmara dos Vereadores de Curitiba foi revertida pelo Supremo Tribunal Federal (STF), no dia 23 de setembro de 2022.
Declaradamente socialista e marxista, Renato Freitas é considerado membro da ala mais à esquerda do Partido dos trabalhadores, sendo um forte crítico do programa econômico adotado por Fernando Haddad no terceiro mandato de Luís Inácio Lula da Silva e de Joaquim Levy no segundo mandato de Dilma Rousseff.

## Infância e vida pessoal
Renato nasceu na cidade de Sorocaba, no interior paulista. Sua mãe era uma retirante da cidade paraibana de Princesa Isabel, que decidiu juntar-se à sua irmã mais velha em Sorocaba. Renato estava no ventre de sua mãe quando seu pai foi preso e transferido para o Paraná.[carece de fontes?]
Sua mãe mudou-se para a Vila Macedo, em Piraquara, para viabilizar as visitas ao companheiro aprisionado. Após alguns anos sustentando sozinha os filhos como empregada doméstica, a mãe de Renato descobriu que seu companheiro, mesmo encarcerado, possuía uma outra família.[carece de fontes?] Mudou-se então então com os filhos para a Paraíba, onde residiu em diferentes municípios, retornando ao Paraná após encontrar dificuldades para se estabelecer naquele Estado.
Aos onze anos, Freitas passou a estudar em Curitiba graças aos empregadores de sua mãe, que pagavam a sua passagem de ônibus. Em 1994, ao escutar uma fita de rap pela primeira vez, Renato afirmou ter observado uma inédita coesão em seus pensamentos.[carece de fontes?] Aos catorze anos, a família muda-se para Pinhais, município vizinho a Piraquara, pois seu irmão estava sofrendo ameaças na cidade.[carece de fontes?] Em razão do fraco desempenho escolar, causado pela baixa frequência, Renato concluiu o ensino fundamental através do regime supletivo. Enquanto cursava o ensino médio, seu pai saiu da prisão e foi morto em seguida.[carece de fontes?]

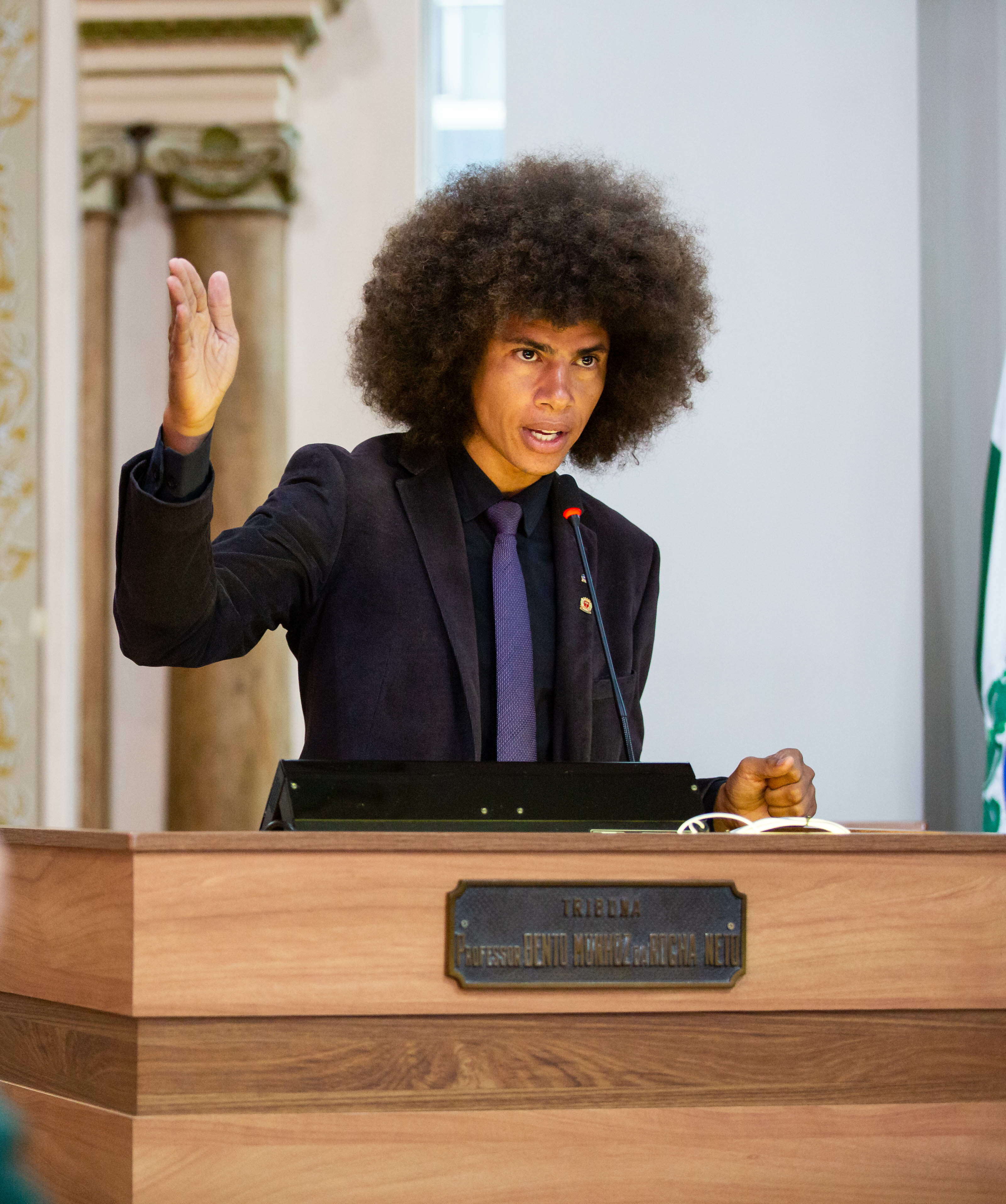
Freitas em 2022

Renato começou a frequentar a Biblioteca Pública do Paraná durante o tempo que flanava pelo centro de Curitiba. Ocasionalmente, pegou gosto pelo xadrez e aos poucos começou a competir em torneios municipais, estaduais e nacionais. Renato ingressou no curso de Ciências Sociais na Universidade Federal do Paraná (UFPR),  mas abandonou o curso, pois os horários de estudam não permitiam que pudesse trabalhar. Em 2007, enquanto estudava visando a ingressar no curso de Direito, Renato teve que lidar com o súbito assassinato de seu irmão, João, durante um assalto à empresa na qual trabalhava.
Freitas é graduado e mestre em Direito pela UFPR. Sua dissertação de mestrado utilizou elementos da própria biografia para demonstrar que "a quebrada e a prisão são espaços interseccionais, produtos de um campo simbiótico cada vez mais central para se compreender os fenômenos da miséria, exclusão, encarceramento, violência e extermínio de determinada parcela da população."
Em seu currículo na Câmara de Curitiba, diz ter trabalhado na Defensoria Pública do Paraná e também como professor universitário e advogado popular.
Renato possui uma filha chamada Aurora.

## Carreira política
Nas eleições municipais de 2016, disputou uma das vagas para a Câmara Municipal de Curitiba pelo Partido Socialismo e Liberdade (PSOL). Nas eleições gerais do biênio seguinte, já pelo Partido dos Trabalhadores (PT), foi candidato a deputado estadual, quando obteve 15 mil votos. Na terceira candidatura consecutiva, novamente a vereador de Curitiba, conquistou uma das cadeiras com 5 097 votos.
Segundo Renato, nas três campanhas eleitorais de que participou, foi vítima de agressões por parte de agentes de segurança pública. Na de 2018, diz ter levado dois tiros de bala de borracha disparados por um guarda municipal durante uma ação de panfletagem.
No final de 2020, logo após ter sido eleito ao cargo de vereador, foi flagrado pichando a palavra "racista" em um toldo do supermercado Carrefour durante protesto de repúdio ao assassinato de João Alberto de Freitas, em uma unidade da loja em Porto Alegre. Um advogado local o denunciou nas redes socais, criticando por dar "péssimo exemplo, vandalizando sua cidade e estimulando atos de vandalismo e violência". Em entrevista a Tribuna do Paraná, Renato disse que a ação do advogado era uma "tentativa de prejudicá-lo publicamente como líder de classe que batalha contra o racismo." Em nota à reportagem, disse ainda que questionava aqueles que se preocupavam mais com a "superfície dos cinquenta centímetros de lona azul do Carrefour“ do que com a vida de uma pessoa inocente assassinada. Posteriormente, comentando o incidente, lembrou-se que "teve policial que disse que a morte seria uma punição justa para mim pela pichação”.
Logo após tomar posse, em janeiro de 2021, o vereador denunciou nas redes sociais a presença de homens armados circulando sua casa e perguntando para vizinhos onde ele morava. Renato registrou boletim de ocorrência no 8.º Distrito Policial de Curitiba. Foi a segunda instância de vereadores recém-eleitos ameaçados; anteriormente, Carol Dartora (PT) também recebera ameaças de morte.

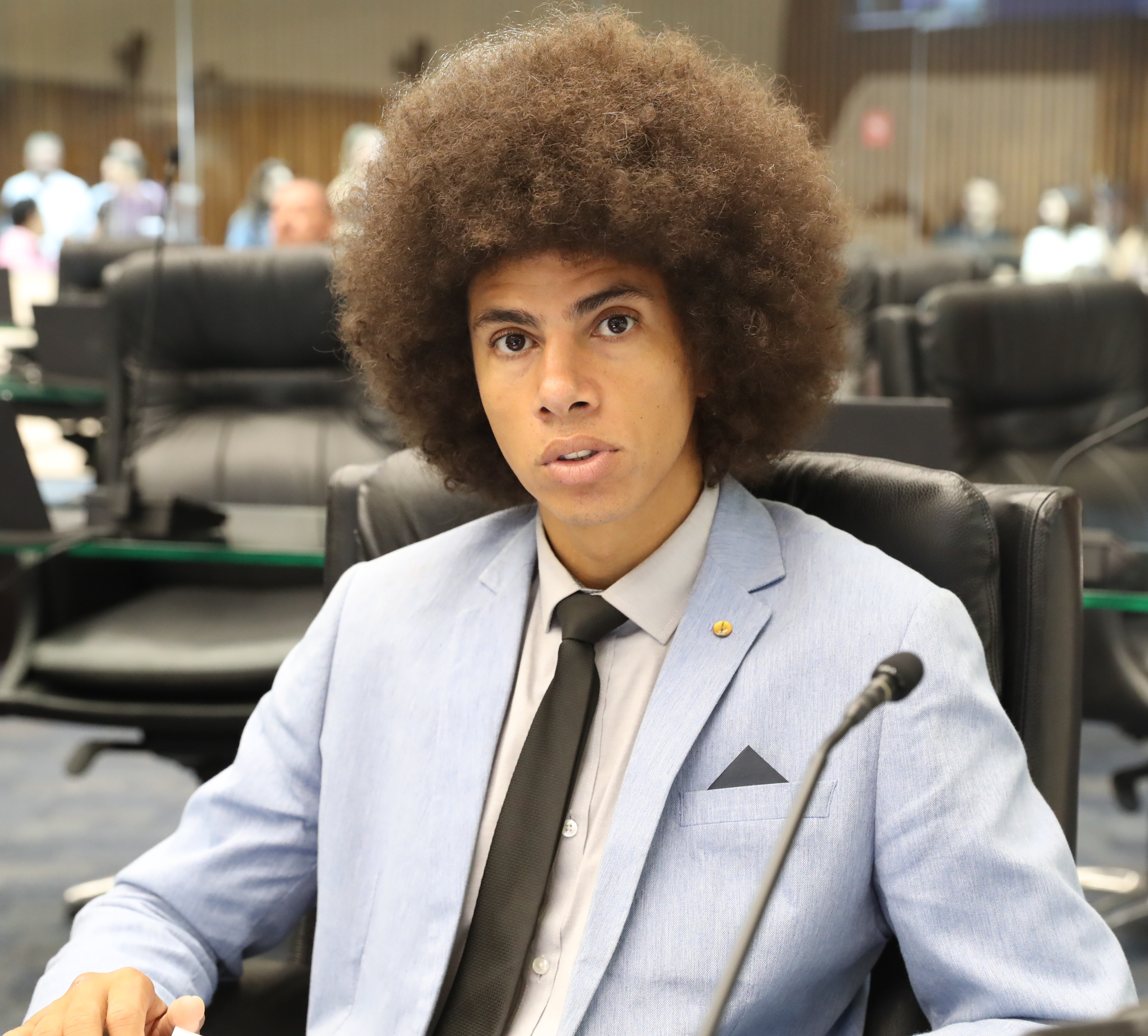
Freitas em 2023

No dia 4 de junho de 2021, o vereador foi preso por agentes da Polícia Militar do Paraná enquanto participava de uma partida de basquetebol e escutava música na Praça 29 de Março, em Curitiba. Em um vídeo compartilhado em suas redes sociais, os policiais anunciam a voz de prisão a um homem por perturbação do sossego a também dão voz de prisão ao parlamentar por “atrapalhar o trabalho da polícia”. Na sequência, os dois são levados à viatura. Logo após a voz de prisão, eles foram pegos à força, pelos braços, e empurrados pelos policiais até uma viatura. Em nota, a equipe do vereador disse:
Renato acompanhou uma abordagem policial realizada de forma inadequada, ferindo direitos fundamentais do cidadão em questão. O vereador questionou o método, que é corriqueiramente aplicado pela Polícia Militar. Entretanto, em total desrespeito às prerrogativas inerentes à sua posição, mesmo tendo se identificado como advogado e vereador, Renato foi levado preso ao Batalhão da Polícia Militar, em condições absolutamente desproporcionais e inadequadas em relação à sua dignidade.
O vereador foi novamente preso, em 23 de julho do mesmo ano. Freitas estava em uma barraca do PT montada na Praça Rui Barbosa, convocando a população para um ato contra o presidente Jair Bolsonaro. Um apoiador do presidente tentou remover à força um megafone utilizado pelo vereador e uma confusão foi deflagrada. No entanto, apenas o vereador foi preso. Um vídeo divulgado pela imprensa mostra o vereador sendo jogado ao chão, algemado e arrastado até o porta-malas de uma viatura da Guarda Municipal de Curitiba. O vídeo também mostra os agentes debochando e rindo de Renato durante a ação. A presidenta nacional do Partido dos Trabalhadores, Gleisi Hoffmann, repudiou a abordagem truculenta dos guardas municipais através do Twitter.

### Deputado estadual
Em 2024, foi um dos 13 parlamentares que votaram contra o projeto do governador Ratinho Júnior que privatiza a gestão das escolas públicas do Paraná.

## Tentativa de cassação

### Contexto
No dia 24 de janeiro de 2022 o imigrante congolês Moïse Mugenyi Kabagambe foi espancado até a morte por três homens em um quiosque na Barra da Tijuca, no Rio de Janeiro. O linchamento só foi noticiado no dia 29 de janeiro e resultou em protestos no Brasil e em outros países como Inglaterra, Estados Unidos e Alemanha, bem como uma nota da Anistia Internacional. Poucos dias após a disseminação dessa notícia, Durval Teófilo Filho, negro, 38 anos, foi assassinado dentro do condomínio onde morava em São Gonçalo após ter sido "confundido com um assaltante" por um vizinho.

### Manifestação

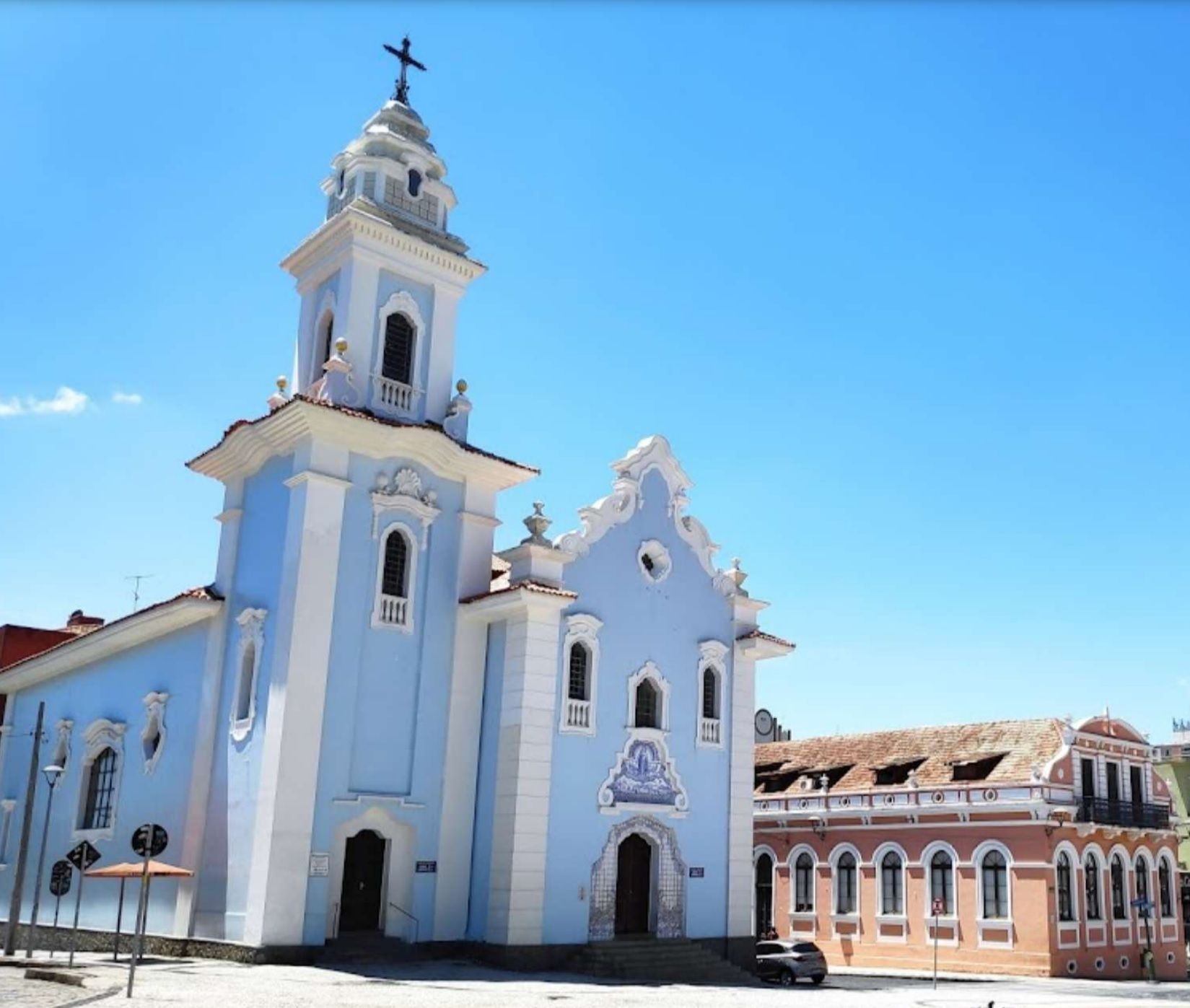
Igreja Nossa Senhora do Rosário dos Homens Pretos de São Benedito de Curitiba

O Coletivo Núcleo Periférico, movimento popular paranaense, realizou no dia 5 de fevereiro de 2022 um ato de repúdio aos recentes assassinatos de homens negros que dominavam os noticiários naquela semana. O local escolhido para o protesto foi o centro histórico de Curitiba, especificamente o largo situado em frente à Igreja Nossa Senhora do Rosário dos Homens Pretos de São Benedito. O local do ato fora escolhido pela relação histórica que possui com a população negra na cidade: a Igreja, inaugurada em 1737, foi construída por e para pessoas escravizadas, uma vez que negros e negras não poderiam entrar em outras igrejas da cidade. Há relatos históricos de que negros eram açoitados ali em frente — a poucos metros da porta, onde hoje há um chafariz.
Segundo o padre Luiz Haas, pouco antes das 18 horas, por causa do barulho dos manifestantes, ele encerrou uma missa e foi até a escadaria da Igreja. O religioso chegou a perguntar aos paroquianos antes de encerrar as celebrações: “Vocês acham correto isso?”, e afirmou que o protesto tinha o "propósito de atrapalhar". Na escadaria, o vigário discutiu com alguns manifestantes e reclamou que tivera de encerrar a celebração, perguntando "se não poderiam fazer aquele protesto em outro horário", recebendo de volta um coro de vozes que o chamava de racista. Em vídeo, o padre é gravado fazendo um sinal de positivo com a mão e no mesmo momento é recolhido para dentro da igreja, sendo a porta principal fechada no mesmo instante; Luiz Haas afirma em entrevista para o jornal "Meio dia Paraná" que "eles foram para a porta lateral e invadiram a igreja", mas ressalta que "não destruíram nada, não sujaram e isto tem de estar bem claro".
O padre afirma que não sabia do teor da manifestação e de que foi pego numa confusão como bode expiatório, quando manifestantes "entraram lá, começaram a gritar e fizeram discurso". Segundo o deputado, na época vereador de Curitiba, a porta da igreja estava aberta quando os manifestantes entraram e seis viaturas da Guarda Municipal que estavam estacionadas do lado de fora não os impediram por não haver crime, sendo verdade que a porta lateral estava aberta, mas a principal havia sido fechada momentos antes. Nos dias seguintes, imagens recortadas da manifestação dentro da igreja viralizaram nas redes sociais, dando a entender que a missa havia sindo invadida; entretanto, o padre Luiz Haas observou que os manifestantes “não profanaram nada, apenas usaram o espaço para seu protesto e foram embora” e negou que a missa houvesse sido invadida.

### Repercussão e críticas
A Arquidiocese de Curitiba se manifestou sobre o caso, repudiou o acontecido e disse que na ação do grupo houve "agressividades e ofensas". De acordo com a arquidiocese, a ação tratou-se de profanação injuriosa, e a "lei e a livre cidadania foram agredidas". Os vereadores Éder Borges (PSD), Pier Petruziello (PTB) e Marciano Alves (Republicanos), opositores políticos do vereador, protocolaram representações por quebra de decoro contra Renato Freitas, após o petista participar do protesto dentro da igreja. O presidente da República, Jair Bolsonaro, criticou a invasão da igreja, salientando o fato de que o vereador pertence ao Partido dos Trabalhadores, principal partido de oposição ao presidente. “Acreditando que tomarão o poder novamente, a esquerda volta a mostrar sua verdadeira face de ódio e desprezo às tradições do nosso povo. Se esses marginais não respeitam a casa de Deus, um local sagrado, e ofendem a fé de milhões de cristãos, a quem irão respeitar?”, escreveu Bolsonaro no Twitter. Sérgio Moro (União) classificou o ato como uma "absurda e revoltante invasão".

### Desculpas e injúrias raciais
Renato Freitas pediu desculpas às pessoas que eventualmente sentiram-se ofendidas pelo ato, salientando o fato de que ele também é cristão. “Eu sou cristão e muitos ali são cristãos. A porta estava aberta e nós entramos. Tinha seis viaturas da Guarda Municipal de Curitiba, que não entrou [SIC] atrás, porque não havia crime. Era uma manifestação por vidas negras", acrescentou. O ex-vereador diz que fez em frente ao altar uma pequena “homilia”, lembrando que Deus condena a discriminação de pessoas, e depois gritou vivas à vida. Renato recebeu ameaças e sofreu injúria racial após a polêmica. A mais significativa partiu do e-mail de um outro parlamentar, Sidnei Toaldo (Patriota), contendo frases como "A Câmara de Vereadores de Curitiba não é seu lugar, Renato", "Volta para a senzala" e "Vamos branquear Curitiba e a região Sul, queira você ou não, seu negrinho". Carol Dartora (PT), vereadora negra que também participava da manifestação mas que não participou do ato no interior da igreja, também sofreu injúria racial. As mensagens recebidas por ela a chamam, por exemplo, de "macaca fedorenta" e "preta safada". Os autores dos ataques afirmam ainda que a parlamentar "merecia estar na cadeia" e que ela "vai pagar pelo que fez". Outra parlamentar de Curitiba relatam que as características físicas de Renato geram desconforto e estranhamento entre alguns membros da Câmara. Djiovanni Marioto, cientísta político da Universidade Federal do Paraná, atribui essa aversão de outros vereadores à cultura gentrificada da cidade de Curitiba e a uma tradicional ausência de pessoas negras nos espaços de poder.

### Defesa pela igreja

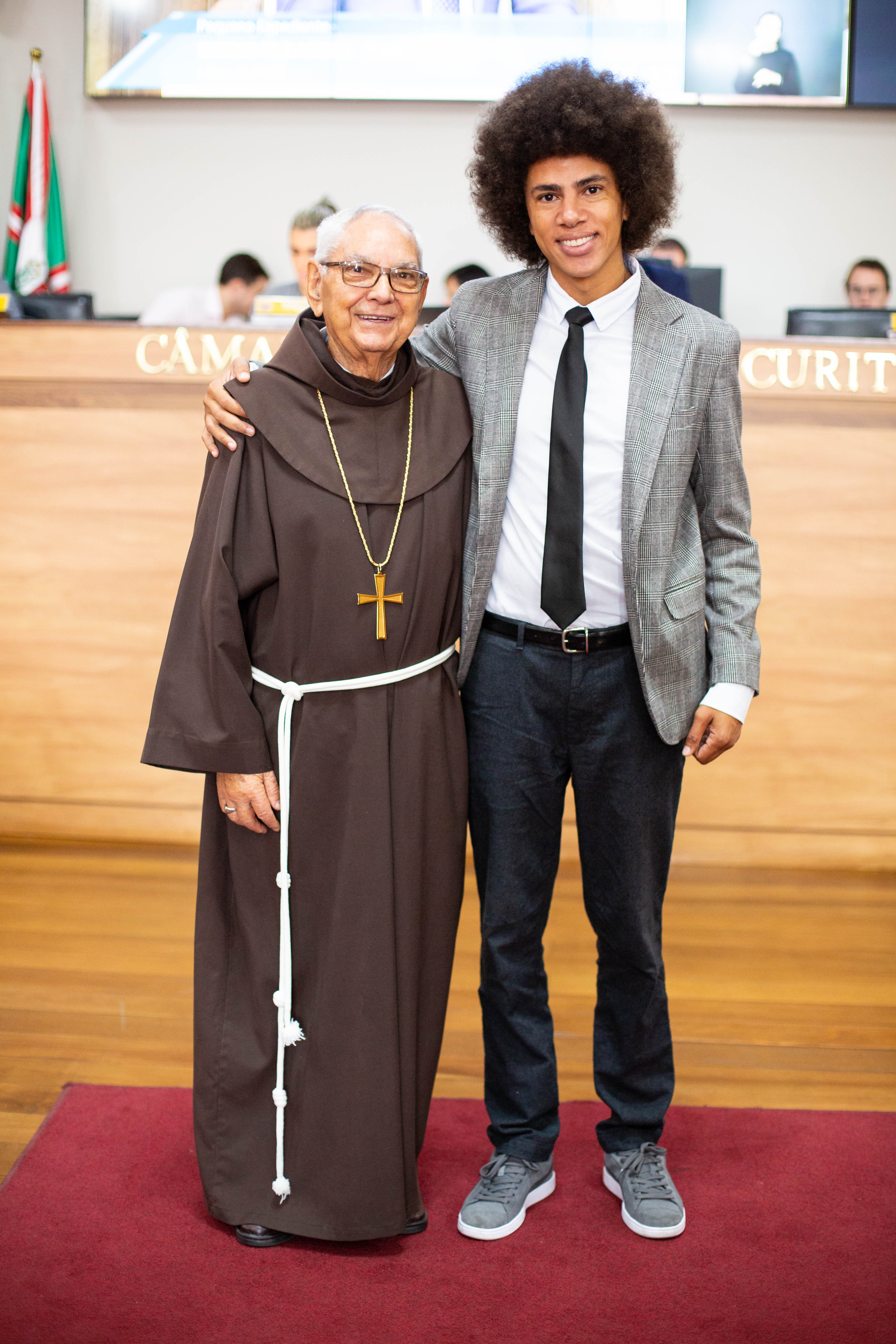
Freitas em 2022

A Arquidiocese de Curitiba chegou a apresentar ao Conselho de Ética e Decoro Parlamentar da Câmara de Vereadores (CMC), em março de 2022, um documento pedindo que o vereador não fosse cassado:
A movimentação contra o racismo é legítima, fundamenta-se no Evangelho e sempre encontrará o respaldo da Igreja. Percebe-se na militância do vereador o anseio por justiça em favor daqueles que historicamente sofrem discriminação em nosso país. A causa é nobre e merece respeito.

### Cassação do mandato
Após meses de deliberação, no dia 5 de agosto de 2022, Renato Freitas teve o mandato cassado. A proposta de cassação foi aprovada pela maioria absoluta dos vereadores da Câmara Municipal de Curitiba, em dois turnos. A cassação também o tornou inelegível ao cargo de deputado estadual, posição pleiteada por Renato nas eleições a serem realizadas no dia 2 de outubro de 2022.

### Reversão da cassação
A defesa do parlamentar impetrou recurso junto ao Tribunal de Justiça do Paraná, mas tal recurso foi negado.
A defesa também havia entrado com pedido de medida cautelar. No dia 23 de setembro de 2022, o Ministro do Supremo Tribunal Federal (STF), Luís Roberto Barroso restabeleceu o mandato de Renato Freitas:
"A cassação do vereador em questão ultrapassa a discussão quanto aos limites éticos de sua conduta, envolvendo debate sobre o grau de proteção conferido ao exercício do direito à liberdade de expressão por parlamentar negro voltado justamente à defesa da igualdade racial e da superação da violência e da discriminação que sistematicamente afligem a população negra no Brasil"
A liminar deferida foi justificada por Barroso com base nos princípios de racismo estrutural e impacto desproporcional [en]:

24. Como fenômeno intrinsecamente relacionado às relações de poder e dominação, esse racismo estrutural não deixa de se manifestar no âmbito político. Não por acaso, o protesto pacífico em favor das vidas negras feito pelo vereador reclamante dentro de igreja motivou a primeira cassação de mandato na história da Câmara Municipal de Curitiba. Não à toa, a população afrodescendente é subrepresentada no legislativo local: são apenas 3 vereadores negros em um universo de 38 parlamentares (em uma cidade em que 24% da população é negra)[8]. Também decorre desse caráter estrutural do racismo a desconsideração do fato de que a igreja escolhida para a manifestação foi justamente a Igreja Nossa Senhora do Rosário dos Pretos de São Benedito, instituição construída para acolher e abrigar a fé da população negra escravizada, que não podia frequentar as outras igrejas da cidade[9]. Tampouco se pode olvidar que a própria Arquidiocese de Curitiba, apesar de entender que houve algum tipo de excesso, posicionou-se de forma contrária à cassação, reconhecendo que “[a] movimentação contra o racismo é legítima, fundamenta-se no Evangelho e sempre encontrará o respaldo da Igreja”[10].
25. Justamente porque o racismo está inserido nas estruturas políticas, sociais e econômicas, é necessário atuar sobre o modo “invisível” de funcionamento das instituições e engrenagens sociais, de modo a evitar a reprodução e a perpetuação das desigualdades raciais. Essa percepção conduz à necessidade de uma atuação reforçada de combate ao racismo onde quer que ele se encontre: inclusive quando ele está refletido na aplicação equivocada de normas procedimentais supostamente neutras. Trata-se de potencial caso de discriminação indireta, relacionado à teoria do impacto desproporcional (disparate impact)[11], que revela que procedimentos e normas pretensamente neutros (i.e., compatíveis com a igualdade formal) podem produzir efeitos práticos sistematicamente prejudiciais a grupos marginalizados, de modo a violar o princípio da igualdade em sua vertente material.

O advogado Guilherme Gonçalves, que atua na defesa de Freitas, afirmou saber que, em algum momento, tal "injustiça seria corrigida". "A decisão não reconhece só a ilegalidade da cassação de Renato Freitas: a liminar reconhece a injustiça, a inconstitucionalidade e a inexistência de qualquer quebra de decoro de um menino jovem, negro, periférico, que ousa superar o apartheid social e se eleger vereador", disse. Com a suspensão da cassação, Renato retomou sua elegibilidade ao pleito de 2022.
No momento em que Barroso decidia pela suspensão da cassação do mandato de Freitas, o parlamentar encontrava-se na Itália para uma audiência com o Papa Francisco.
Freitas reassumiu o mandato em 10 de outubro de 2022, uma semana depois de ser eleito deputado estadual com 57 mil votos.

## Desempenho eleitoral
| Ano  | Eleição               | Cargo             | Partido | Nº    | Coligação                                      | Despesas (R$) | Votos  | %     | Resultado  | Ref    |
| ---- | --------------------- | ----------------- | ------- | ----- | ---------------------------------------------- | ------------- | ------ | ----- | ---------- | ------ |
| 2016 | Municipal de Curitiba | Vereador          | PSOL    | 50550 | Frente de Esquerda (PSOL, PCB)                 | 11.119,99     | 3 455  | 0,39% | Não eleito | [ 42 ] |
| 2018 | Estadual do Paraná    | Deputado estadual | PT      | 13123 | sem coligação proporcional                     | 35.900,23     | 15 663 | 0,27% | Suplente   | [ 43 ] |
| 2020 | Municipal de Curitiba | Vereador          | PT      | 13123 | sem coligação proporcional                     | 84.734,66     | 5 097  | 0,64% | Eleito     | [ 44 ] |
| 2022 | Estadual do Paraná    | Deputado estadual | PT      | 13123 | Federação Brasil da Esperança (PT, PCdoB e PV) | 296.341,03    | 57 880 | 0,95% | Eleito     | [ 45 ] |